# North Marston
North Marston är en ort och civil parish i Storbritannien.   Den ligger i kommunen Buckinghamshire och riksdelen England, i den södra delen av landet, 70 km nordväst om huvudstaden London. North Marston ligger 115 meter över havet och antalet invånare är 781.
Terrängen runt North Marston är platt. Runt North Marston är det ganska tätbefolkat, med 192 invånare per kvadratkilometer. Närmaste större samhälle är Milton Keynes, 17,9 km nordost om North Marston. Trakten runt North Marston består till största delen av jordbruksmark.